# Aleksandr Kornieluk
Aleksandr Olegowicz Kornieluk (ros. Александр Олегович Корнелюк; ur. 28 czerwca 1950 w Baku) – azerski lekkoatleta (sprinter) startujący w barwach ZSRR, wicemistrz olimpijski z 1972.
Urodził się i wychował w Baku. Startował w klubie Dinamo Baku, a od 1973 w Dynamie Moskwa.
Zwyciężył w sztafecie 4 × 100 metrów (w składzie: Korneliuk, Michaił Lebiediew, Wałerij Borzow i Siergiej Korowin) oraz zdobył brązowy medal w biegu na 100 metrów na europejskich igrzyskach juniorów w 1968 w Lipsku.
Odpadł w półfinale biegu na 60 metrów na pierwszych halowych mistrzostwach Europy w 1970 w Wiedniu. Zdobył brązowy medal w sztafecie 4 × 100 metrów na uniwersjadzie w Turynie. Na kolejnych halowych mistrzostwach Europy w 1971 w Sofii zajął 6. miejsce w finale biegu na 60 metrów. Zajął 6. miejsce w finale biegu na 100 metrów podczas mistrzostw Europy w 1971 w Helsinkach, a radziecka sztafeta 4 × 100 metrów w składzie: Kornieluk, Aleksandr Żydkich, Aleksandr Lebiediew i Aleksiej Czebykin zajęła 5. miejsce.
Zdobył srebrny medal w biegu na 50 metrów, za swym kolegą z reprezentacji Wałerijem Borzowem na halowych mistrzostwach Europy w 1972 w Grenoble.
Na igrzyskach olimpijskich w 1972 w Monachium zdobył srebrny medal w sztafecie 4 × 100 metrów (w składzie: Kornieluk, Uładzimir Ławiecki, Juris Silovs i Borzow). Na tych samych igrzyskach zajął 4. miejsce w finale biegu na 100 metrów.
Zdobył brązowy medal w biegu na 60 metrów na halowych mistrzostwach Europy w 1974 w Göteborgu, za Borzowem i Manfredem Kokotem z NRD. Na mistrzostwach Europy w 1974 w Rzymie zajął 8. miejsce w biegu na 100 metrów oraz 4. miejsce w sztafecie 4 × 100 metrów (w składzie: Kornieluk, Aleksandr Aksinin, Silovs i Borzow).
Na halowych mistrzostwach Europy w 1975 w Katowicac] zajął 6. miejsce w biegu na 60 metrów, a na halowych mistrzostwach Europy w 1976 w Monachium był w tej konkurenci piąty.
Był mistrzem ZSRR w biegu na 100 metrów w 1970 i 1973, a także halowym mistrzem ZSRR w biegu na 60 metrów w 1972 i 1973.
Był rekordzistą ZSRR w sztafecie 4 × 100 metrów z wynikiem 38,50 s (10 września 1972 w Monachium). Wyrównał również rekord ZSRR w biegu na 100 metrów czasem 10,0 s (10 lipca 1973 w Moskwie). Ustanowił także halowy rekord ZSRR w biegu na 60 m czasem 6,61 s (9 marca 1974 w Göteborgu).
Później mieszkał w Mińsku, gdzie był przewodniczącym Białoruskiej Federacji Lekkiej Atletyki.